# Khanats ouzbeks
Les khanats ouzbeks étaient des États qui existaient dans le Touran ou le Turkestan (Transoxiane, Khorezm, Fergana, Khorasan), aux frontières des territoires de l'Ouzbékistan moderne, du Tadjikistan, du Turkménistan, du Kirghizistan, du Kazakhstan du Sud, du Turkestan du Sud et de l'Est. Il était gouverné par des dirigeants issus de dynasties ouzbèkes. Elle a été fondée au début du XVIe siècle par Transoxiane et Khwarezm Chayban , deux branches des Chaybanqui ont régné sur Transoxiane et Khwarezm après les Timourides.

## Histoire
Au début du XVIe siècle, les Timourides, qui régnaient en Transoxiane, furent remplacés par la dynastie ouzbèke des Chayban. Deux branches de cette dynastie s'établirent comme dirigeants des khanats de Boukhara (1500-1920), de Khiva 
(1512-1920) et, plus tard, vers (1710-1876), du khanat de Kokand.